# 시타르트

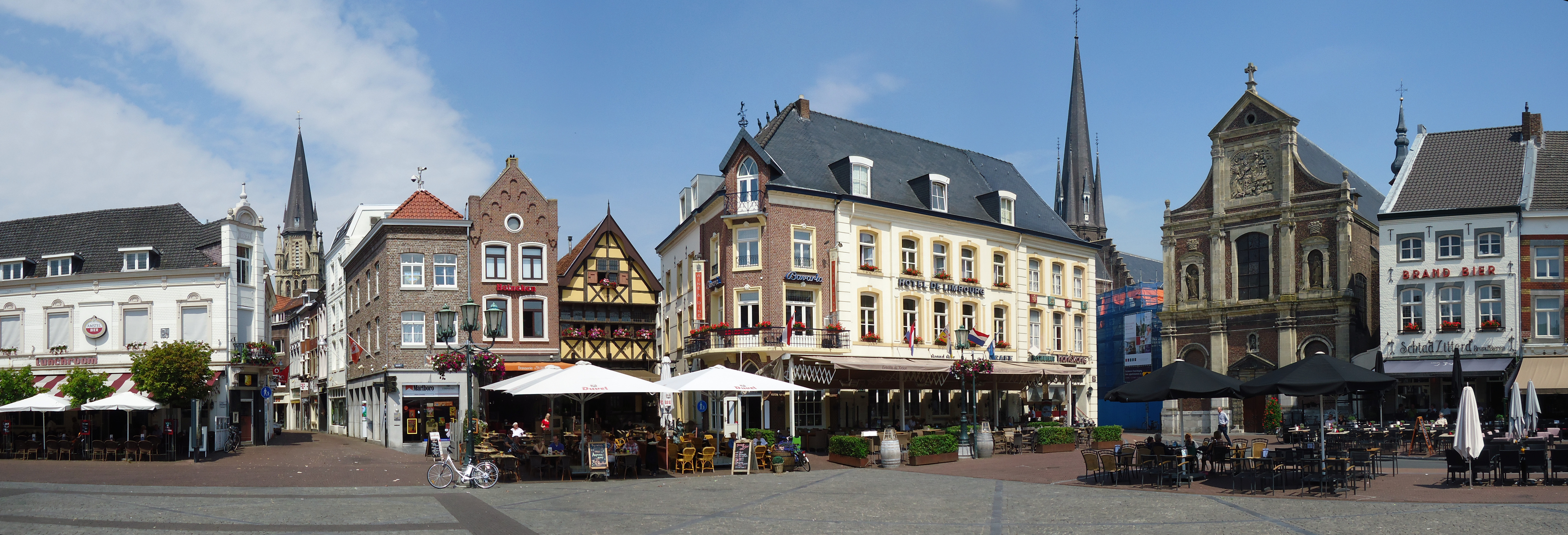
시타르트

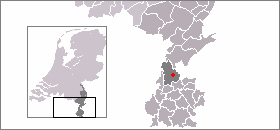
시타르트의 위치

시타르트(네덜란드어: Sittard, 림뷔르흐어: Zitterd)는 네덜란드 림뷔르흐주의 도시로 높이는 45m, 인구는 37,730명(2011년 1월 기준)이다.

시기
시 문장